# Distrikt Lobitos
Der Distrikt Lobitos liegt in der Provinz Talara der Region Piura im äußersten Nordwesten von Peru. Der Distrikt wurde am 17. März 1955 gegründet.

## Geographie
Der Distrikt liegt im zentralen Westen der Provinz Talara an der Pazifikküste mit einer etwa 25 km lange Küstenlinie, an der es mehrere Badestrände gibt. Das Landesinnere erstreckt sich über eine halbwüstenhafte Landschaft und etwa 40 km tief. Der Distrikt hat eine Fläche von 233,01 km². Beim Zensus 2017 wurden 1312 Einwohner gezählt. 1993 lag die Einwohnerzahl bei 1245, im Jahr 2007 bei 1506. Verwaltungssitz des Distrikts ist der Küstenort Lobitos mit 1271 Einwohnern (Stand 2017). Lobitos liegt 13 km nördlich der Provinzhauptstadt Talara.
Im Norden grenzt der Distrikt Lobitos an den Distrikt El Alto, im Süden an den Distrikt Pariñas.

## Verkehr
Die Nationalstraße 1N (Panamericana) durchquert das Hinterland des Distrikts.
Vom Hafen Lobitos aus betrieb die Companía Petrolera Lobitos Ltd. – wohl ab 1925 – eine Industriebahn in der Spurweite von 762 mm mit zwei Strecken, eine nach Máncora (60 km) und eine nach El Tablazo (42 km). 1958 wurde der Betrieb eingestellt.